# Вітфілдс (округ Хіла, Аризона)
Вітфілдс (англ. Wheatfields) — переписна місцевість (CDP) в США, в окрузі Гіла штату Аризона. Населення — 556 осіб (2020).

## Географія
Вітфілдс розташований за координатами 33°28′15″ пн. ш. 110°48′58″ зх. д. / 33.47083° пн. ш. 110.81611° зх. д. (33.470937, -110.816135).  За даними Бюро перепису населення США в 2010 році переписна місцевість мала площу 20,88 км², уся площа — суходіл.

## Демографія
Згідно з переписом 2010 року, у переписній місцевості мешкало 785 осіб у 354 домогосподарствах у складі 208 родин. Густота населення становила 38 осіб/км².  Було 465 помешкань (22/км²).
Расовий склад населення:
| - 92,4 % — білих - 1,7 % — корінних американців - 0,5 % — азіатів - 3,6 % — осіб інших рас |

До двох чи більше рас належало 1,9 %. Частка іспаномовних становила 19,0 % від усіх жителів.
За віковим діапазоном населення розподілялося таким чином: 20,0 % — особи молодші 18 років, 55,8 % — особи у віці 18—64 років, 24,2 % — особи у віці 65 років та старші. Медіана віку мешканця становила 48,5 року. На 100 осіб жіночої статі у переписній місцевості припадало 107,1 чоловіків;  на 100 жінок у віці від 18 років та старших — 107,9 чоловіків також старших 18 років.
Середній дохід на одне домашнє господарство  становив 45 910 доларів США (медіана — 40 000), а середній дохід на одну сім'ю — 55 666 доларів (медіана — 41 019). За межею бідності перебувало 22,0 % осіб, у тому числі 22,3 % дітей у віці до 18 років та 4,9 % осіб у віці 65 років та старших.
Цивільне працевлаштоване населення становило 260 осіб. Основні галузі зайнятості: роздрібна торгівля — 35,0 %, сільське господарство, лісництво, риболовля — 21,2 %, освіта, охорона здоров'я та соціальна допомога — 16,2 %, публічна адміністрація — 12,3 %.